# School Aycliffe
School Aycliffe är en by i civil parish Great Aycliffe, i kommunen Durham i grevskapet Durham, i England. Byn är belägen 20 km från Durham. Orten har 655 invånare (2015). School Aycliffe var en civil parish 1866–1946 när blev den en del av Heighington. Civil parish hade 16 invånare år 1931.